# Задбайкалие
Задбайка̀лието или Забайкалие (на руски: Забайкалье) е планинска географска област в Южен Сибир, Русия. Разположена е източно от езерото Байкал, като обхваща около 1 млн.km² площ и включва целия Забайкалски край, основната част от Бурятия и малки части от Иркутска област. Простира се почти на 1000 km от Патомската и Северобайкалската планинска земя на север до държавната граница на Русия на юг и повече от 1000 km от бреговете на езерото Байкал на запад до река Аргун (дясна съставяща на Амур) на изток. Преобладават средновисоките планини (1200 – 1800 m), които са оградени от север и запад от високи до 3000 m планини.

## Геоложки строеж, полезни изкопаеми
В геоложкия строеж на Забайкалието взимат участие нагънати пластове със североизточно простиране и с различна възраст. Около 2/3 от територията е изградена от гранити. На югоизток от тектонския шев, простиращ се от горното течение на река Чикой (десен приток на Селенга) към река Шилка (лява съставяща на Амур), се разполага херцинската нагъната област, състояща се от теригенни камбрийски, ордовишки и силурски пластове и девонски, карбонски и пермски теригенно-карбонатно-вулканогенни пластове. Централната зона на Забайкалието (Джидинския и Яблоновия хребет) се отнася към ранните каледониди. В нейния строеж участват долнопалеозойски гранити, сред които се вмъкват камбрийските теригенно-карбонатно-вулканогенни пластове. Северозападната част – (Витимското плато) се отнася към байкалската нагъната област. Тя е образувана от рифейски гранити и рифейски и долнопротерозойски гнайси, мрамори и шисти. В североизточната част (Ольокмински Становик) е разположена зона от долнопротерозойски нагънати пластове, изградена е от дълбокометаморфозирани архайски и долнопротерозойски скали. Върху структурата от херцинските и каледонските нагънати пластове са наложени тесни падини, изпълнени с юрски и кредни континентални теригенно-вулканогенни наслаги, а централните части са препокрити с кайнозойски платобазалти. В тектониката на Забайкалието значение имат и древните и младите разломи със североизточна ориентация.
Херцинската област на Забайкалието е богата на полезни изкопаеми – калай, волфрам и молибден, които са генетически свързани с интрузивните палеозойски гранити. Има находища на рудно злато, свързани с по-малки интрузии и полиметални руди. В каледонската област има находища на хром, титан, желязо, цинк, волфрам, молибден, злато. В байкалската нагъната област има рудно и речно злато. От нерудните полезни изкопаеми най-голямо значение имат: флуорити, строителни камъни, магнезити, доломити, графити, минерални оцветители. В мезозойските падини се разработват находища на кафяви и каменни въглища. В херцинската област бликат въглекисели, радоново-въглекисели и азотни термални минерални извори, а в байкалската област – азотни, метанови и въглекисели термални извори.

## Географска характеристика

### Релеф
За релефа на Забайкалието е характерно редуването на дълги и тесни хребети и междупланински падини, разположени в североизточно или близко до него направление. За формирането на основната част на съвременния релеф главна роля са играли мезозойските и кайнозойските структури, усложнени от разломи. Северозападната част представлява сводово издигане с много висока неотектонска активност и сеизмичност (до 9 – 10 бала). Тук са разположени високите (до 2500 – 3000 m) Прибайкалски хребети (Хамар-Дабан, Баргузински, Икатски и др.), а на север (Северомуйския и Южномуйския, Кодар, Удокан и др.). Между тях се простират големи и дълбоки котловини от байкалски тип – Баржузинска, Горноангарска, Муйско-Куандинска, Горночарска, Баунтовска. В източно разположените средновисоки и ниски планини и плата сеизмичността е по-ниска (до 6 – 7 бала), височината на хребетите се снижава до 1800 – 800 m, котловините са от забайкалски тип и са по-малки и по-плитки. Най-силно е разчленено т.нар. Селенгинско средногорие, а най-слабо – Витимското плато, особено в района на базалтовите наслаги със съхранилите се конуси на холоценските вулкани. В южните части е разположена силно разчленената планинска земя Хентей (хребет) – до 2500 m, а в крайния югоизток – Торейската равнина (500 – 800 m).

### Климат
Климатът в Забайкалието е рязко континентален. Областта е разположена в зоната на влиянието на западните и източните въздушни маси и продължетелното действие на зимния антициклон. Зимата е дълга, студена и сурова. В котловините господства безветрено и безоблачно време със средна януарска температура –20 °C (до –35 °C). По склоновете на хребетите в следсвие на инверсията температурата се повишава, а над 1500 – 2000 m отново се понижава. Малката дебелина на снежната покривка (10 – 15 см) е характерна само за дъната на котловините и равнините в южните части, но по високите хребети може да достигне до 1,5 m и повече. Лятото е умерено топло, във високите части – прохладно. Средната юлска температура в котловините е от 10–20 °C до 12–15 °C, на височина 1800 – 2000 m – 8–10 °C, а над 2500 m – 5–7 °C. Валежите са сравнително малко при крайно неравномерно разпределение по територията и по сезони. Количеството им се увеличава от югоизток на северозапад и от дъната на котловините към високите части на хребетите от 250 – 300 mm до 700 – 900 mm и даже до 1000 mm. Максимумът на валежите (50 – 55% от годишната сума) е през втората половина на лятото, през периода на мусонните дъждове. На север вечно замръзналата почва обхваща големи територии, а на юг е на отделни петна. В най-високия хребет на Забайкалието Кодар има над 30 съвременни ледника с обща площ около 15 km².

### Реки, езера
От юг на север, а след това на североизток през Забайкалието преминава част от главния вододел между Северния Ледовит океан и Тихия океан, като около 2/3 от територията принадлежи към Тихия океан. Най-големите реки, принадлежащи към басейна на Северния ледовит океан, са Ольокма с притока си Тунгир, Витим с притоците си Киренга, Калакан, Калар и Ципа, Селенга с притоците си Джида, Чикой, Хилок и Уда, Горна Ангара и Баргузин. Към водосборния басейн на Тихия океан принадлежат реките Шилка и Аргун (лява и дясна съставящи на Амур) със своите притоци Ингода, Онон, Нерча, Газимур. Гъстотата на речната мрежа е 0,7-0,8 km/km², а на юг – 0,3-0,4 km/km². Болшинството от реките са с планински характер. Подхранването им е основно дъждовно, а разпределението на оттока им по сезони е неравномерно. През периода на летните дъждове се формира 50 – 80% от годишния отток, като не са редки катастрофални прииждания. През зимата много от по-малките реки замръзват до дъно и оттока се прекратява.
Езерата в района са многочислени и са свързани основно с областите на разпространение на последното заледяване и дъната на междупланинските котловини. Най-големите езера Байкал, Торейските (Барун-Торей, Зун-Торей), Баунтовските, Еравнинските, Гусино и др. са разположени в котловините. Има и множество термокарстови езера, а по безотточните области на юг – и солени езера.

## Ландшафтни зони
Забайкалието е разположено в зоната на тайгата, която на юг се сменя с лесостепи и степи, частично навлизащи в Монголия. В условията на планинскокотловинен релеф тясно се преплитат широчинната зоналност и вертикалната поясност.
Степите в района обхващат югоизточните равнини и ниски хребети, но се срещат и в някои обширни котловини. В различните райони са с различна, но характерна за района тревиста растителност, развита върху кафяви или черноземни почви. Има отделни участъци с вечно замръзнала почва.
Лесостепите са разпространени в Селенгинските и Горноамурските средновисоки хребети до височина 1000 – 1200 m. Климатът е умерено топъл. Срещат се повече участъци с вечно замръзнала почва. Брезовите, лиственично-брезовите и осиковите гори са развити върху тъмносиви горски почви се редуват с тревиста степна растителност развита върху черноземни почви. Освен типичните за степите гризачи се появяват представители на горската фауна – сърна, лос, белка, северноамериканска катерица и др.
Планинската тайга господства в западните части на Забайкалието. На юг тя заема средните и горните части на склоновете на планините на височина 1700 – 1900 m, в централната полоса покрива целите склонове и върховете на хребетите до височина 1500 m, а в пояса на високите хребети на север – долните и средни части на склоновете до височина 1100 – 1400 m. Климатът е прохладен и влажен. Вечно замръзналата почва е повсеместна. Преобладават иглолистните гори от даурска лиственица, а в хребетите Хентей и Хамар-Дабан – кедровите гори. На запад почвите са планински горски, ожелезени, а на изток – оподзолени. На юг се срещат смесени лиственично-брезови гори върху ливадни горски неоподзолени почви, а по пясъчните участъци и стръмните склонове – борови гори върху подзолисти почви. Дъната на междупланинските котловини са обикновено заблатени, безлесни и затревени. В планинската тайга обитават лос, дива свиня, зубър, мечка, бялка, собол.
Зоната на редките гори е развита в горните части на склоновете на високите хребети и по плоските върхове на средновисоките хребети на височина 1200 – 1700 m.
Зоната на голите върхове и склонове започва от 2000 m на юг, а на север слиза до 1600 m. Климатът е по-слабо континентален, от останалите райони. Зимата е сравнително малоснежна със силни ветрове. Каменистите участъци са покрити с високопланинска лишейна тундра с петна от кедров клек и рододендрон. Фауната е бедна на видове – обитават високопланински мишки, северен елен, планинска коза, планински овен.

## Историческа справка
Първото проникване в Забайкалието е извършено през 1638 – 1639 г. от руския първопроходец Иля Перфилев, който се изкачва по река Витим до горното ѝ течение. След това започва навлизане и от запад и североизток на руски първопроходци, които до към 1675 г. откриват и опознават района и зарисуват първите карти: Курбат Иванов (1643), Иван Похабов (1644), Пьотър Бекетов (1653 – 1656), Игнатий Милованов (1670 и 1675).
През ХVІІІ век няколко десетки руски пътешественици и естествоизпитатели посещават и изследват Забайкалието, правят първите груби топографски снимки и се запознават с неговия релеф, води, флора, фауна и население: Пьотър Скобелци (1723 – 1727), Даниел Готлиб Месершмит (1724), Йохан Георг Гмелин (1734), Ерик Лаксман (1764 – 1768), Петер Симон Палас, Никита Соколов и Йохан Готлиб Георги (1772).
През ХІХ в започват комплексни физикогеографски изследвания и мащабни топографски измеравания, в които участват видни руски географи, геолози, ботаници, топографи. Лудвиг Шварц, Густав Раде, Арсений Усолцев (1855 – 1857), Владимир Обручев, Александър Герасимов (1895 – 1898) и много други.